# Westliche Braunschlange
Die Westliche Braunschlange (Pseudonaja nuchalis), auch Westliche Braunotter, ist eine Schlangenart aus der Familie der Giftnattern (Elapidae) und zählt zur Gattung der Braunschlangen (Pseudonaja). Es sind keine Unterarten bekannt.

## Merkmale
Pseudonaja nuchalis erreicht eine Gesamtlänge von durchschnittlich 120 cm, maximal zwischen 180 und 200 cm. Der Körper ist schlank gebaut. Der Kopf ist relativ kurz und setzt sich kaum vom Hals ab. Die Augen sind groß und besitzen eine runde Pupille. Der Körper ist variabel gefärbt, die Körperoberseite kann olivgrün, braun oder rötlich sein. Der Kopf kann schwarz gefärbt sein. Die Bauchseite ist gelblich und besitzt rötliche oder graue Sprenkeln. Der Giftapparat besteht, wie für Giftnattern typisch, aus seitlich des Schädels befindlichen Giftdrüsen (spezialisierte Speicheldrüsen) und im vorderen Oberkiefer befindlichen, unbeweglichen Fangzähnen (proteroglyphe Zahnstellung).
Pseudonaja nuchalis kann sehr leicht mit der Östlichen Braunschlange (Pseudonaja textilis) verwechselt werden.

### Pholidose
Die Pholidose (Beschuppung) zeigt folgende Merkmale:
- 6 Oberlippenschilde (Supralabialia),
- 17 Reihen glatter Rumpfschuppen (Scuta dorsalia),
- 180 bis 230 Bauchschilde (Scuta ventralia),
- 50 bis 70 paarige Unterschwanzschilde (Scuta subcaudalia) und
- 1 geteiltes Analschild (Scutum anale).

## Systematik
Die bisweilen als Pseudonaja nuchalis identifizierten Populationen sind als Artenkomplex zu betrachten. Es sind mindestens drei verschiedene Arten zu unterscheiden: Pseudonaja aspidorhyncha, Pseudonaja mengdeni und Pseudonaja nuchalis.

## Verbreitung
Das Verbreitungsgebiet umfasst innerhalb Australiens Areale in ganz Festlandaustralien (New South Wales, Northern Territory, Queensland, South Australia, Victoria, Western Australia). Die besiedelten Lebensräume sind vielfältig und umfassen Hartlaubwälder, Spinifex-bewachsene Dünen, felsige Ebenen und aride Gebiete im Landesinneren.

## Lebensweise
Die Westliche Braunschlange führt eine tagaktive und weitgehend bodenbewohnende Lebensweise. In der Tageshitze, insbesondere in den nördlichen Gegenden des Verbreitungsgebiets, verlegt sie ihre Aktivitätsphase auch in die Dämmerung und Nacht. Als Verstecke dienen Tierbauten, Holz und ähnliches. Auch die Nähe zum Menschen, etwa Gärten und ähnliches, scheut die Art nicht. Zum Beutespektrum zählen Ratten, Mäuse und Eidechsen. Andere Schlangen und kleine Vögel werden bei Gelegenheit ebenfalls erbeutet. Beutetiere werden mit einem Giftbiss gepackt, zumeist umschlungen und festgehalten, bis Giftwirkung und Konstriktion zur Immobilisierung oder Tod der Beute führen. Die Fortpflanzung erfolgt durch Oviparie, also eierlegend. Pseudonaja nuchalis flieht bei Bedrohung rasch. Sie gilt als weniger aggressiv als Pseudonaja textilis, in die Enge getrieben setzt sie sich jedoch durch Giftbisse zur Wehr, um Gelegenheit zur Flucht zu erhalten.

## Schlangengift
Bei Giftentnahme (Melken) von Pseudonaja nuchalis kann eine Ausbeute von 18 mg Giftsekret (Trockengewicht) erzielt werden. Die mittlere Letaldosis beträgt 0.473 mg/ kg (Tierversuch, Maus, subkutan). In 20 bis 40 % der Bissunfälle mit dem Menschen erfolgt eine signifikante Giftabgabe mit Intoxikation. Es sind präsynaptische und postsynaptische Neurotoxine sowie Prokoagulantien (prothrombinaktivierende Enzyme) enthalten.
Nach einem Giftbiss beim Menschen ist von leichten lokalen Symptomen an der Bissstelle und unspezifischen Allgemeinsymptomen (z. B. Kopfschmerzen, Schwindel, Übelkeit, Erbrechen) auszugehen. Berichte über neurotoxische Symptome mit ausgeprägter Paralyse sind selten, theoretisch kann eine Atemlähmung eintreten. Haupteffekte der Vergiftung sind Koagulopathie und Hämorrhagien. Sekundär können nephrotoxische und cardiotoxische Effekte auftreten.

### Maßnahmen nach Giftbiss
Ein Biss kann ohne Giftabgabe erfolgen (trockener Biss). Dennoch sollten zunächst sämtliche Bisse der Art ernst genommen werden und in jedem Fall medizinische Überwachung erfolgen. Nach einem Giftbiss kann als Erste-Hilfe-Maßnahme ein Druckverband an der gebissenen Gliedmaße angelegt werden, um die Ausbreitung der Toxine im Körper zu verlangsamen. Betroffene sollten sich möglichst nicht bewegen und liegend in ein Krankenhaus transportiert werden. Gegebenenfalls ist künstliche Beatmung indiziert. Die Wirkung der Neurotoxine ist teils irreversibel. Die Basistherapie besteht bei Eintreten von Koagulopathie oder neurotoxischen Symptomen aus der Applikation von Antivenin. Mit den Präparaten 'Brown Snake Antivenom' und 'Polyvalent Snake Antivenom (Australia – New Guinea)' des Herstellers CSL Limited (Australien) stehen wirksame Präparate zur Verfügung.